# Bernat Vidal (segle XVII)
Bernat Vidal (Mallorca, segle XVII), lul·lista.
Catedràtic de filosofia a la Ciutat de Mallorca. Va escriure Disputationes in novam et compendiosam logicam Raymundi Lulli (1656), manuscrit que es troba a la Biblioteca Pública de Mallorca.